# Cantó de Saint-Jean-de-Losne
El cantó de Saint-Jean-de-Losne és un cantó francès del departament de Costa d'Or, situat al districte de Beaune. Té 17 municipis i el cap és Saint-Jean-de-Losne.

## Municipis
- Aubigny-en-Plaine
- Brazey-en-Plaine
- Charrey-sur-Saône
- Échenon
- Esbarres
- Franxault
- Laperrière-sur-Saône
- Losne
- Magny-lès-Aubigny
- Montagny-lès-Seurre
- Montot
- Saint-Jean-de-Losne
- Saint-Seine-en-Bache
- Saint-Symphorien-sur-Saône
- Saint-Usage
- Samerey
- Trouhans

## Història
| Data d'elecció                           | Identitat      | Partit           | Qualitat |
| ---------------------------------------- | -------------- | ---------------- | -------- |
| 1945-1979                                | Paul Gourier   | SFIO, després PS |          |
| 1979-2004                                | Daniel Freitag | PS               |          |
| 2004-                                    | Roger Ganée    | PS               |          |
| les dades anteriors no són pas conegudes |                |                  |          |
|                                          |                |                  |          |

## Demografia
| A partir de 1990: Població sense dobles comptes |